# Wiktor Anatoljewitsch Wassiljew

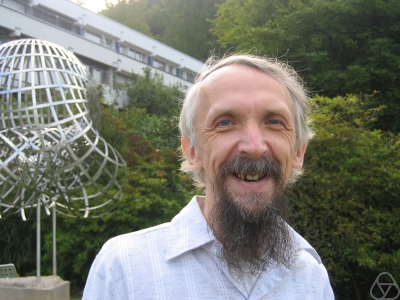
Wiktor Wassiljew an einem Workshop über Singularitäten-Theorem in Oberwolfach, 2006

Wiktor Anatoljewitsch Wassiljew, russisch Виктор Анатольевич Васильев (auch Viktor Wassiliew; englische Transliteration Victor Vassiliev; * 10. April 1956 in Moskau) ist ein russischer Mathematiker, der vor allem für seine Entdeckung der Vassiliev-Invarianten in der Knotentheorie bekannt ist.

## Leben und Wirken
Wassiljew machte an der Fakultät für Mathematik und Mechanik der Lomonossow-Universität (Moskau) 1981 seinen Abschluss. 1981 bis 1987 war er Wissenschaftler am Forschungsinstitut für Dokumente und Archive in Moskau und in Teilzeit Mathematiklehrer an einem Gymnasium (mit Spezialisierung in Mathematik). 1982 wurde er bei Wladimir Arnold promoviert und erhielt 1992 den Kandidaten-Status (Doktor genannt). 1987 bis 1989 war er am Forschungsinstitut für statistische Informationssysteme, 1989/90 am Institut für angewandte Mathematik der russischen Akademie der Wissenschaften und von 1990 bis 1995 leitender Wissenschaftler am Forschungsinstitut für Systemstudien. Seit 1991 ist er Professor an der Unabhängigen Universität Moskau, wo er seit 1997 ein Forschungsseminar leitet. Außerdem ist er seit 1997 am Steklow-Institut für Mathematik der russischen Akademie der Wissenschaften. Er war unter anderem Gastprofessor an der Universität Paris VII, am Mathematical Science Research Institute (MSRI), an der Universität Berkeley und an Trinity College, Cambridge.
Er ist bekannt als Entdecker der Vassiliev-Invarianten von Knoten, die viele vorher entdeckte polynomiale Invarianten umfassen. Es ist eine offene Frage, ob sie alle Knoteninvarianten umfassen. Außerdem arbeitet er in Singularitätentheorie, partiellen Differentialgleichungen (Geometrie von Wellenfronten), Komplexitätstheorie, Integralgeometrie, Funktionentheorie, Kombinatorik, Picard-Lefschetz-Theorie.
Wassiljew ist seit 2003 Mitglied der Russischen Akademie der Wissenschaften (korrespondierendes Mitglied seit 1997). Er ist Mitherausgeber der Zeitschrift Functional Analysis and its Applications und im Rat der Moskauer Mathematischen Gesellschaft. 1994 war er Invited Speaker auf dem Internationalen Mathematikerkongress in Zürich (Plenarvortrag: Topology of Discriminants and their Complements). 1985 erhielt er den Preis der Moskauer Mathematischen Gesellschaft und 2019 den Petrowski-Preis der Russischen Akademie der Wissenschaften.
Am 21. Februar 2014 wurde Wassiljew neben anderen Protest-Teilnehmern gegen den Bolotnaja-Prozess in Moskau festgenommen. Am 5. März 2014 wurde er – wie die anderen – zu einem Bußgeld in Höhe von 10.000 Rubeln wegen „Widerstand gegen die Polizei“ verurteilt.

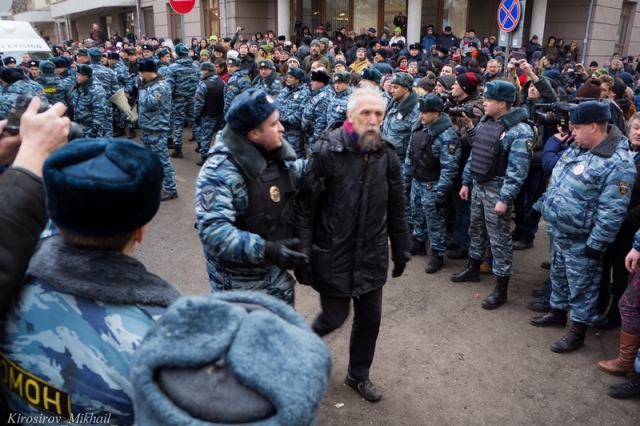
Wassiljew 2014 bei Bürgerprotesten in Moskau

Er ist verheiratet und hat drei Kinder.